# WINTER of LOVE
『WINTER of LOVE』（ウィンター・オブ・ラブ）は、日本の歌手・倖田來未の2枚目となるコレクション・アルバム。2016年1月20日にrhythm zoneより発売された。

## 解説
コレクション・アルバムとしては、前作『SUMMER of LOVE』より約半年ぶりのリリースとなる。「CD+DVD」「CD+Blu-ray」「CDのみ」「FC限定盤（「CD+DVD」）」の合計4形態があり、全形態「スマプラ」付き。
冬のバラード・コレクション・アルバムとなる本作には、2015年までに発表されたシングル曲から選ばれた15曲と、新曲2曲の全17曲が収録されている。なお、2007年にも同じく『BEST 〜BOUNCE & LOVERS〜』とのバラード・ベスト・アルバムが有るが、あくまでこちらはファン投票企画をしたものを収録したCDとなり、DVDにはダンス集(ミュージック・ビデオ)の2つを聴いて見せるコンセプチュアルなアルバムとなっているため、本作とは全く関連性は無く、方向性が異なる。
通常盤のDVDおよび、Blu-rayには全収録曲のミュージック・ビデオに加え、特典映像として新曲2曲のメイキング映像を収録。FC限定盤のDVDには、2015年8月2日に国立代々木競技場第一体育館にて開催されたライブ「Koda Kumi 15th Anniversary Premium Live」の模様が収録されている。

## 制作背景
- 本作を発売する経緯として倖田は「元よりバラードが好きで、オーディションでも岡本真夜さんの「alone」などのバラードを歌ったんですが、デビューしてからは、なかなかバラードを発売する事が出来ないでいたんです。更に『歌と躍りをセクシーにこなす倖田來未』というスタイルをスタッフや周りの皆さんから提案されていて、当初私が思い描いていた理想的なスタイルとは違っていたんですが、皆さんの期待に応えなければという想いで活動を続けていくうちに、ようやくバラードシングルを発売できる機会に巡り会う事が出来て、それが「奇跡」だったんです。それからは、ダンスミュージックだけに留まらず、バラード曲にも支持が集まってくれるようになりました。それがあって自信が持てるようになり、いつの日かバラードを収録したアルバムが出せたらなと思っておりました。その念願が叶って出すことが出来たのが、本作になりました。」と語っている[2]。

## 楽曲解説
On And On
本作の発表の約2年前から温めていた曲であり、倖田はこの楽曲について、「歌手としてデビューしてから15周年を迎えて、改めて人との繋がりの大切さを感じることができました。ファンの皆さんやスタッフの皆さんは勿論、家族や友人たちがいてくれたからこそ、ここまでやってこれたんだなと改めて思いました。そして、これからもその繋がりを大切にして行きたい、そんな想いを込めてこの曲を書かせていただきました。」と語っている。
NO ME WITHOUT YOU
倖田自身がファンに向けてのこれからの決意の意思を歌ったナンバーとなっており、本作について倖田は「この曲はライブの一番最初にして、尚且つ初披露した曲なんですけど、まだ誰にも聞かせたことの無い新曲を冒頭でやるのにはものすごく緊張しましたし、とても勇気がいりました。しっかりと歌ってファンの皆さんに届けなくてはいけないというプレッシャーはもちろん、今はアンコールを求めてくれていますが、でも、倖田來未としてどこまで歌い続けられるのか、走り続けられるのか、この先もファンの皆さんが常にアンコールを求めてきてくれるのか、と常に不安や葛藤と戦いながら歌い続ける、というこの気持ちをずっと持ち続けなければならないな、と思いながら歌詞を書かかせてました。」と語っている。

## 収録内容

### CD
1. On And On [3:35]
作詞・作曲：Kumi Koda、Ylva Dimberg、Ollipop、Daniel Caesar、Ludwig Lindell
新曲。
2. 奇跡 [4:59]
作詞：Kumi Koda、Kousuke Morimoto
作曲：Kousuke Morimoto
編曲：REO
13thシングル。
3. hands [4:26]
作詞：Kumi Koda
作曲：Katsumi Onishi
編曲：h-wonder
14thシングル。
4. Promise [4:49]
作詞：Kumi Koda
作曲・編曲：Daisuke"D.I"Imai
18thシングル。
5. you [4:48]
作詞：Kumi Koda、Yoko Kuzuya
作曲：Yoko Kuzuya
編曲：Toru Watanabe
19thシングル。
6. 夢のうた [4:48]
作詞：Kumi Koda
作曲：Hiro Yamaguchi
編曲：Toru Watanabe
33rdシングル。
7. 運命 [4:24]
作詞：Kumi Koda
作曲：Hirofumi Hibino
編曲：Masaki Iehara
34thシングル。
8. 愛証 [3:52]
作詞：Kumi Koda
作曲：Reika Yuuki
編曲：Masaki Iehara
35thシングル。
9. 愛のうた [4:50]
作詞：Kumi Koda、Kousuke Morimoto
作曲：Kousuke Morimoto
編曲：Tomoji Sogawa
37thシングル。
10. Moon Crying [5:43]
作詞：Kumi Koda
作曲：miwa furuse
編曲：h-wonder、Jun Abe
40thシングル「MOON」収録曲。
11. stay with me [4:52]
作詞：Kumi Koda
作曲：Kazuto Narumi
編曲：Daisuke Kahara
42ndシングル。
12. 好きで、好きで、好きで。 [4:59]
作詞：Kumi Koda
作曲：Katuhiko Sugiyama
編曲：Shinjiro Inoue
48thシングル1曲目。
13. あなただけが [5:11]
作詞：Kumi Koda
作曲：MARKIE、SiZK (from ★STAR GUiTAR)
編曲：SiZK
48thシングル2曲目。
14. 愛を止めないで [5:27]
作詞：Kumi Koda
作曲・編曲：Naohisa Taniguchi
51stシングル。
15. 恋しくて [5:13]
作詞：Kumi Koda
作曲：Jam9・M.I
編曲：Masaki Iehara
54thシングル。
16. Dance In The Rain [3:20]
作詞：Kumi Koda
作曲：her0ism、Ziggy、Melanie Fontana
58thシングル。
17. NO ME WITHOUT YOU [4:05]
作詞・作曲：Kumi Koda、Matthew Tishler、Susan Markle
新曲。

### DVD・Blu-ray

#### CD+DVD・Blu-ray盤
☆ はBlu-ray初収録
Music Video
1. 奇跡 ☆
2. hands ☆
3. Promise ☆
4. you ☆
5. 夢のうた ☆
6. 運命 ☆
7. 愛証 ☆
8. 愛のうた ☆
9. Moon Crying ☆
10. stay with me ☆
11. 好きで、好きで、好きで。 ☆
12. あなただけが ☆
13. 愛を止めないで ☆
14. 恋しくて
15. Dance In The Rain
16. On And On
17. NO ME WITHOUT YOU

［Bonus Movie］
1. The Making of On And On
2. The Making of NO ME WITHOUT YOU

### ファンクラブ限定盤【DVD】
Koda Kumi 15th Anniversary Premium Live
1. Introduction
2. Step Into My World
3. UNIVERSE
4. Bling Bling Bling feat.AK-69
5. DJ HASEBE part
6. Teaser feat. Clench & Blistah
7. Candy feat. Mr.Blistah
8. Hot Stuff feat. KM-MARKIT
9. Poppin’ love cocktail feat. TEEDA
10. HURRICANE
11. MONEY IN MY BAG
12. IS THIS TRAP?
13. WALK OF MY LIFE
14. Once Again
15. V.I.P. feat. T-Pain
16. 今すぐ欲しい feat. Zeebra / DJ HASEBE
17. EX TAPE
18. one feat.LISA
19. Lick me ♥
20. Lady Go!

［ENCORE］
1. It's all Love!
2. LALALALALA

## 収録ライブ映像 (シングル曲除く)
- On And On
  - 『KODA KUMI 15th Anniversary LIVE The Artist』
    - 『MY NAME IS...』(ファンクラブ限定盤)
- NO ME WITHOUT YOU
  - 『KODA KUMI 15th Anniversary LIVE The Artist』
    - 『MY NAME IS...』(ファンクラブ限定盤)

  - 『billboard classics KODA KUMI Premium Symphonic Concert 2022 @festival hall』(WINGS)